# USS Dolphin (AGSS-555)
USS Dolphin (AGSS-555) amerykański okręt podwodny skonstruowany, zbudowany i wykorzystywany do celów naukowych i doświadczalnych. Do momentu wycofania ze służby, okręt ten służył do badań naukowych i doświadczalnych oraz testowych, w zakresie zjawisk fizycznych i przyrodniczych, a także w zakresie nowych rozwiązań technologicznych mających być w przyszłości wykorzystywanymi przez Marynarkę Wojenną Stanów Zjednoczonych. Szczególnym zadaniem tego okrętu, jest przeprowadzanie doświadczeń i testów związanych z prowadzeniem wojny przeciwpodwodnej (Anti-Submarine Warfare - ASW), w tym na dużych głębokościach. Do tej jednostki należał ustanowiony listopadzie 1968 r. światowy rekord zanurzenia okrętu podwodnego (do dziś nie pobity przez okręt o napędzie konwencjonalnym), wynoszący 914,4 m, zaś rok później ustanowił rekord głębokości wystrzelenia torpedy.
Okręt został wykreślony z rejestru okrętów Marynarki Wojennej Stanów Zjednoczonych w 2006 roku - jako ostatni amerykański okręt podwodny o napędzie spalinowo-elektrycznym, po blisko 40 latach służby i działalności naukowej. W jej trakcie, na jego pokładzie opracowano wiele najnowocześniejszych w danym czasie technologii, w tym zwłaszcza technologii podwodnych, znajdujących zastosowanie w także na współczesnych okrętach podwodnych XXI wieku.

## Znaczące osiągnięcia okrętu
- Pierwsze wykonane z powodzeniem nawiązanie optycznej łączności pomiędzy zanurzonym okrętem podwodnym a samolotem;
- Opracowanie techniki zobrazowania laserowego o fotograficznej przejrzystości;
- Opracowanie technologii anteny ELF dla okrętów podwodnych typu Ohio;
- Opracowanie wielu nieakustycznych technologii zwalczania okrętów podwodnych;
- Rozwój technologii trudnych do wykrycia sonarów aktywnych;
- Pierwszy przeprowadzony z sukcesem test systemu sonarowego okrętów podwodnych BQS-15
- Opracowanie niezwykle dokładnego (do 10 cm) holowanego systemu monitorowania pozycji;
- Odpalenie torpedy z pozycji na największej głębokości;
- Opracowanie nowego sonarowego systemu unikania przeszkód podwodnych;
- Opracowanie niezwykle dokładnego systemu zarządzania celami;
- Prace nad określeniem "piątej siły natury";
- Pierwsza wykonana z powodzeniem próba dwukierunkowej laserowej łączności pomiędzy zanurzonym okrętem a samolotem